# 阿奇木伯克
阿奇木伯克（维吾尔语：ھاكىمبەگ，拉丁维文：hakim beg）是清代新疆回部各伯克中官階最高者，總管一城之穆斯林事務。乾隆二十五年（1760年）定為額缺，阿克蘇、伊犁等大城的阿奇木伯克為正三品官。阿克蘇、烏什、庫車、喀什噶爾、葉爾羌、和闐的阿奇木伯克號稱“六大城伯克”。光緒十年（1884年）新疆建省，廢除了伯克官職，阿奇木伯克僅作為榮譽頭銜保留。
“阿奇木，回語（維吾爾語），聽政公平之謂，總理城、村諸事務”，“職繁權重，為諸伯克之冠”。在伊朗、烏茲別克，阿奇木有法官、統治者之意。
阿奇木伯克隸屬於當地的駐紮大臣。品秩從三品到六品不等。三品、四品阿奇木伯克須穿官服，剃髮蓄辮。與其他伯克一樣，阿奇木伯克僅管理本城的穆斯林居民及浩罕等國僑民事務。旗人、漢民及戍邊犯人不歸其管理。

## 各處阿奇木伯克
- 三品阿奇木伯克：喀什噶爾，葉爾羌，和闐，額里齊，伊犁，阿克蘇及所屬賽里木，庫車及所屬沙雅爾，喀喇沙爾，庫爾勒及所屬布古爾，各一人。
- 四品阿奇木伯克：喀什噶爾所屬牌租阿巴特、英吉沙爾，和闐所屬哈拉哈什、玉瓏哈什、策勒、克里雅、塔克，阿克蘇所屬拜城各一人。
- 五品阿奇木伯克：喀什噶爾所屬阿斯圖阿爾圖什、伯什克勒木、塔什密里克，葉爾羌所屬英額齊盤、哈爾哈里克（葉城）、和什喇普、托果斯鉛、牌斯鉛、桑珠、色勒庫爾，烏什各一人。
- 六品阿奇木伯克：喀什噶爾所屬玉斯圖阿爾圖什三人、及兼管回兵藍翎玉資巴什二人，阿爾瑚、烏帕爾、葉爾羌屬巴爾楚克、阿克蘇屬柯爾坪各一人。